# 조신에쓰 고원 국립공원

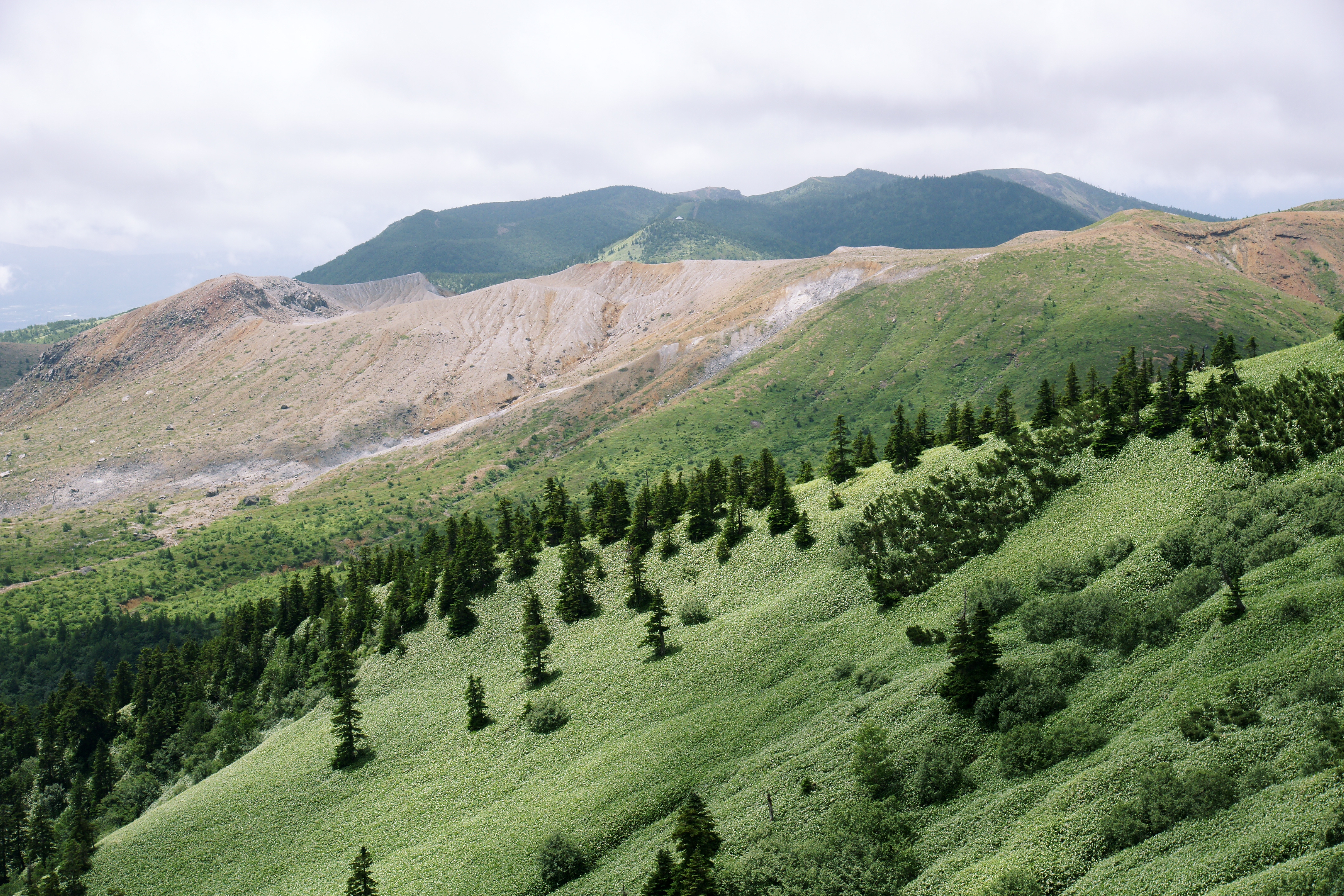
구사쓰시라네 산

조신에쓰 고원 국립공원(上信越高原国立公園)은 일본 나가노현을 중심으로 니가타현, 군마현에 걸쳐있는 국립공원이다. 면적은 1,216 km2이다. 나가노 현 북부의 노지리 호(野尻湖), 묘코 산(妙高山), 구로히메 산(黒姫山)을 중심으로 하는 산들과 미쿠니 산맥 남서부의 시카 고원(志賀高原)을 중심으로 하는 고층 습원, 그리고 아사마 산(浅間山), 구사쓰시라네 산(草津白根山) 등 지금 더욱 활발한 화산활동 지역을 포함해 도가쿠시 산(戸隠山), 나에바 산(苗場山), 묘코 산 등의 화산이 모여있는 일본에서 가장 화산이 밀집한 지역이다.

## 역사
- 1949년 - 미쿠니 산맥에서 아사마 산에 걸친 지역을 지정하였다.
- 1956년 - 묘코·도가쿠시 구역을 추가로 지정하였다.

## 같이 보기
- 일본의 국립공원